# Sulforafaan
Sulforafaan (1-isothiocyanato-4-(methylsulfinyl)butaan) is een sterke, indirect werkende antioxidant. Het middel is onder andere effectief tegen Helicobacter pylori. In 1992 is sulforafaan door Talalay en collega's van Johns Hopkins University in Baltimore geïsoleerd en beschreven.
In planten, vooral kruisbloemigen, komt de precursor (voorloperstof) glucorafanine voor, een glucosinaat dat bij beschadiging van de plantencel door snijden of koken via een enzymatische reactie in sulforafaan wordt omgezet. Glucorafanine zit onder andere in de groente broccoli en zijn kiemen.
Een eventuele anticarcinogene werking berust er mogelijk op dat sulforafaan de vorming van fase-II-enzymen van xenobiotische transformatie (zoals quinonereductase en glutathione-S-transferase) induceert, waardoor antioxidatieve afweermechanismen van het lichaam worden geactiveerd.
| glucorafanine | → | (-)-(R)-sulforafaan |